# Tatort: Gefährliche Zeugin
Gefährliche Zeugin ist ein Fernsehfilm aus der Krimireihe Tatort der vom Hessischen Rundfunk (HR) produziert und am 13. April 1998 im Programm Das Erste zum ersten Mal gesendet worden. Es handelt sich um die 382. Tatort-Folge und den 19. Fall des Kriminalhauptkommissar Edgar Brinkmann, verkörpert durch Karl-Heinz von Hassel. Brinkmann und seine Assistentin Alice Bothe haben es diesmal mit dem Mord an einem Unternehmer und dem seltsamen Verhalten der unkooperativen Zeugin zu tun.

## Handlung
Der italienische Killer Enrico Gramci erschießt den Geschäftsmann Bernd Heine auf dessen morgendlicher Joggingrunde. Er wollte an diesem Tag eine wichtige geschäftliche Entscheidung treffen. Die junge Radfahrerin Laura Barth platzt zufällig in die Situation, als sie über die Leiche Heines stürzt. Auf ihr Flehen lässt Enrico von ihr ab und flieht. Als Brinkmann und seine Assistentin Alice Bothe  am Tatort eintreffen, ist Laura verschwunden. Die übrigen Zeugen des Vorfalls machen widersprüchliche Angaben, die Zeugin Ebert glaubt gar, die unbekannte junge Frau sei eine Komplizin des Täters gewesen. Laura, die noch zur Schule geht und bei ihrer wohlhabenden Großmutter lebt, erzählt zu Hause nichts von dem Vorfall und tut so, als sei nichts geschehen.
Heines Witwe Leonce gibt sich schockiert, ihr Mann habe sich allerdings durch sein Geschäft, Konkursfirmen aufzukaufen und zu verwerten, entsprechend viele Feinde gemacht. Leonce verweist Brinkman und Bothe zu Einzelheiten der Geschäfte an Heines Teilhaber Frank David. David erzählt den Beamten vom Millionendeal, den sie heute abschließen wollten. Viele Menschen hätten dabei allerdings ihre Arbeit verloren.
Enrico Gramci sieht im Fernsehen den Aufruf der Polizei an die unbekannte Zeugin, sich zu melden. Brinkmann und Alice erfahren derweil, dass Heine durch einen Herzschuss getötet wurde, der zweite Schuss war ein Sicherheitsschuss.
Die Zeugin Ebert korrigiert ihre Aussage: der Mörder habe auch auf die unbekannte Radfahrerin gezielt. Damit scheidet sie als Komplizin aus. Brinkmann und Alice schließen, dass die Zeugin in Gefahr ist und hören sich in der Gegend des Tatorts um. Enrico Gramci bekommt von seinem Auftraggeber Vorwürfe zu hören, die Zeugin nicht mit beseitigt zu haben. Dieser zahlt Gramci nur ein Drittel des Honorars aus und lässt ihn wissen, dass er das übrige Geld erst bekomme, wenn er auch die Zeugin aus dem Weg geräumt habe.
Von seinem Informanten Siggi erhält Brinkmann das Angebot, er könne sich umhören. Brinkmann nimmt die Hilfe gerne an. Am Tatort wurde auch eine wertvolle Füllerkappe gefunden, die Besitzer sind registriert. Brinkmann lässt diese überprüfen, da er vermutet, dass diese der Zeugin gehört.
Gramci lauert Laura auf, doch tötet er sie nicht, weil eine Freundin von ihr hinzukommt, Laura bemerkt den geplanten Angriff nicht, er folgt ihr allerdings zu ihrem Gymnasium. Brinkmann und Bothe erfahren unterdessen von Frau Ebert, dass die unbekannte Zeugin Schulsachen in ihrer Tasche hatte und fahren zum Gymnasium, das am nächsten zum Tatort liegt, Gramci, der Laura vor der Schule töten will, verschiebt seinen Mordplan erneut. Brinkmann befragt die Mädchen des Gymnasiums über den Mordfall und zeigt ihnen die gefundene Füllerkappe, Laura gibt sich weiterhin nicht als die Zeugin zu erkennen. Brinkmann befragt die Mädchen einzeln. Weil ihr Schulweg am Tatort vorbei führt, ist er sich sicher, in Laura die unbekannte Zeugin gefunden zu haben. Doch Laura bestreitet dies trotz Brinkmanns guten Zuredens. Brinkmann kann sie jedoch durch die Füllerkappe als Zeugin identifizieren. Die Beamten fahren mit Laura zu ihr nach Hause, Gramci folgt ihnen, Laura verweigert trotz des guten Zuredens ihrer Großmutter weiterhin jedwede Kooperation.
Brinkmann erhält von Siggi den Hinweis, dass ein „Il Pedone“, ein polizeibekannter italienischer Killer, sich in Frankfurt aufhielte und etwas mit der Tat zu tun habe. Brinkmann und Alice machen Gramci ausfindig und nehmen ihn wegen Mordverdachts fest. Gramci schweigt jedoch, sein Anwalt Dr. Dittmann erwirkt seine Freilassung, da nichts gegen seinen Mandanten vorliegt. Alice hat mittlerweile herausgefunden, dass Heine auch Konkursgeschäfte mit italienischen Firmen getätigt hatte. Laura behauptet bei einer Gegenüberstellung, Gramci nicht als Täter zu erkennen. Brinkmann ist sich hingegen sicher, dass Laura Gramci doch erkannt hat. Von seinen italienischen Kollegen hat er zudem erfahren, dass Gramci eine Tochter hatte, die bei einem von ihm verschuldeten Verkehrsunfall ums Leben kam und Ähnlichkeit mit Laura besaß. Brinkmann erkennt dies als Schwachpunkt Gramcis. Während Brinkmann Gramci beschatten lässt, schließen Heines Witwe und David den Deal mit den Italienern über den Konkursbetrieb ab.
Gramci kann seine Verfolger abschütteln. Brinkmann stellt derweil Alice als Polizeischutz für Laura ab. Alice will das Vertrauen Lauras gewinnen. Während sich die beiden jungen Frauen abends unterhalten, schleicht Gramci ums Haus. Alice bemerkt ein verdächtiges Geräusch, doch hält sie dies für falschen Alarm. Kurz darauf bemerkt Alice, dass Laura ihr ein Schlafmittel in den Wein geschüttet hat. Laura will Alice auf diese Weise abschütteln. Alice kann trotz ihres Zustandes ihre Kollegen verständigen und mit ihnen zusammen die Verfolgung von Laura aufnehmen. Laura, die zwischenzeitlich die Beamten abhängen konnte, trifft sich mit Gramci. Dieser hält ihr eine Waffe an den Kopf. Laura versichert ihm, ihn nicht zu verraten und redet auf ihn ein. Er könne sie nicht töten, sonst hätte er es schon im Park beim Mord an Heine getan. Alice kommt hinzu und schießt Gramci an, dieser kann verletzt fliehen, wird kurz darauf aber gestellt und festgenommen. Obwohl er auf frischer Tat beim Mordversuch an Laura ertappt worden war und seine Waffe die Tatwaffe beim Mord an Heine war, verweigert Gramci jedwede Aussage.
Alice findet am nächsten Morgen heraus, dass Gramci Heine wegen des Konkursgeschäfts mit der italienischen Firma ermordet haben muss. Die Kanzlei von Gramcis Anwalt Dr. Dittmann ist in solche Konkursgeschäfte in Italien ebenfalls verwickelt. Gramci kann kurz darauf fliehen und lässt Laura eine Nachricht zukommen, dass er sich mit ihr abends treffen will. Als sie von der Flucht erfahren, eilen Brinkmann und Alice zu Laura und finden die Nachricht Gramcis. Laura trifft am Treffpunkt nicht auf Gramci, sondern auf dessen Auftraggeber Frank David und Leonce Heine. Die beiden, die auch ein heimliches Verhältnis hatten, haben Bernd Heine von Gramci aus dem Weg räumen lassen, da Heine den Italien-Deal aus Gewissensgründen platzen lassen wollte. David und Heine versuchen, Laura Drogen einzuflößen und sie von der Brücke in den Main zu werfen. Gramci kommt jedoch hinzu, erschießt David und schlägt Heine nieder. Kurz darauf tauchen Brinkmann und Alice mit einem Großaufgebot an Polizei auf. Gramci täuscht vor, Laura als Geisel zu nehmen, nimmt aber heimlich das Magazin aus der Waffe. Ein Polizist erschießt ihn in vermeintlicher Nothilfe für Laura. Die Beamten nehmen Leonce Heine fest. Sie ist geständig.

## Einschaltquoten und Hintergrund
Die Erstausstrahlung von Gefährliche Zeugin am 13. April 1998 erreichte für Das Erste einen Marktanteil von 20,03 Prozent und wurde in Deutschland von 7,12 Millionen Zuschauern gesehen. Die Folge wurde in Frankfurt und Umgebung gedreht.

## Kritik
„Verstaubter Hessen-Krimi mit an den Haaren herbeigezogener Handlung“ fand die TV Spielfilm, bewertete den Film  mittelmäßig und urteilte: „Hanebüchener geht's kaum noch“.